# Gevlekte zuignapvis
De Gevlekte zuignapvis (Lepadogaster lepadogaster) is een straalvinnige vis uit de familie van schildvissen (Gobiesocidae), orde van Schildvisachtigen (Gobiesociformes). De vis kan een lengte bereiken van 6 centimeter.

## Leefomgeving
Lepadogaster lepadogaster is een zoutwatervis. De soort komt voor in gematigde wateren in de Atlantische Oceaan en in de Middellandse Zee.

## Relatie tot de mens
In de hengelsport wordt er weinig op de vis gejaagd. De soort wordt wel gevangen voor commerciële aquaria.